# Josef Schaffer (Mediziner)
Josef Schaffer (geboren 31. März 1861 in Trient, Kaisertum Österreich; gestorben 27. April 1939 in Innsbruck) war ein österreichischer  Histologe.  

## Leben
Josef Schaffer studierte Medizin an der Universität Graz und wurde Assistent am Lehrstuhl für Histologie und Embryologie. Mit seinem Lehrer Viktor von Ebner-Rofenstein ging er 1888 
an die Universität Wien und wurde dort 1892 mit einer Arbeit über die Verknöcherung des Unterkiefers habilitiert. Schaffer wurde 1895 in Wien zum ao. Prof. ernannt. Von 1899 bis 1903 leitete Schaffer das embryologische Institut der Universität Wien, Von 1911 bis 1913 wirkte er als Ordinarius für Histologie und Embryologie an der Universität Graz und danach für 20 Jahre bis 1933 in derselben Funktion an der Universität Wien. Schaffer war aktiver Turner und von 1908 bis 1912 auch Vorsitzender der Turnlehrer-Prüfungskommission und danach bis 1917 Leiter des Turnlehrer-Bildungskurses.
Schaffer wurde 1923 Wirkliches Mitglied der Akademie der Wissenschaften und wurde 1925 in die Deutsche Akademie der Naturforscher Leopoldina gewählt.
Im Jahr 1903 wurde er mit dem Lieben-Preis ausgezeichnet und erhielt 1929 den Ehrenring der Stadt Wien. Er erhielt 1921 den Titel Hofrat. Er war Mitglied der Wiener Burschenschaft Moldavia.

## Schriften (Auswahl)
- Die Plasmazellen. Jena : Fischer, 1910
- Vorlesungen über Histologie und Histogenese nebst Bemerkungen über Histotechnik und das Mikroskop. Leipzig : Engelmann, 1920 (weitere Auflagen)
- mit Hans Petersen, Franz Weidenreich: Stützgewebe, Knochengewebe, Skeletsystem. Berlin: Springer, 1930
- Die Hautdrüsenorgane der Säugetiere, mit bes. Berücks. ihres histol. Aufbaues u. Bemerkgn über die Proktodäaldrüsen. Wien : Urban & Schwarzenberg, 1940